# Gracchus

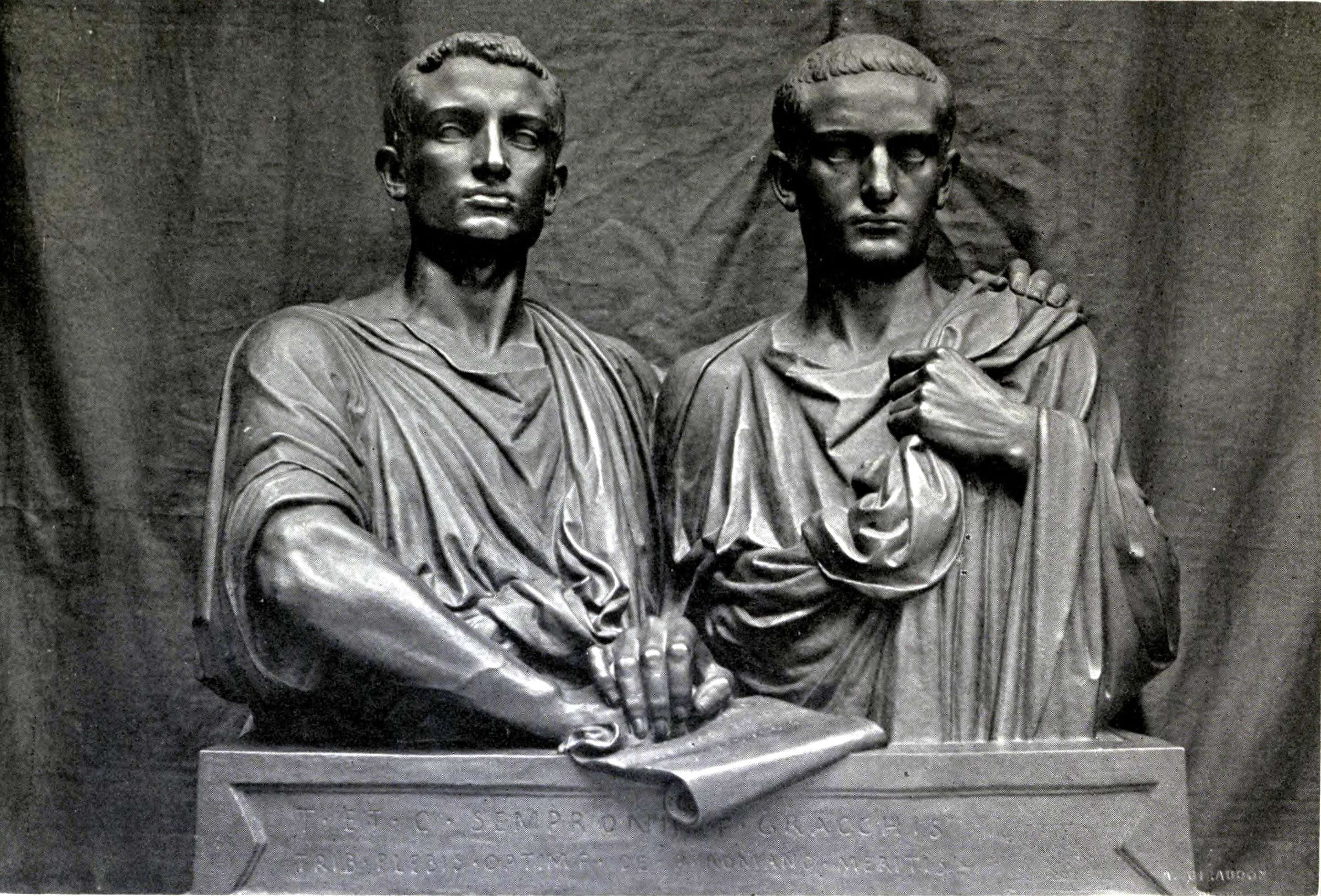
Das Brüderpaar Gracchus, von Jean-Baptiste Claude Eugène Guillaume

Gracchus (lat. der Gnadenreiche, deutsche Aussprache (IPA) meist [ˈgʁaxʊs], klassisch lateinische Aussprache [ˈgrakʰʊs]) war das Cognomen einer vornehmen plebejischen Familie der römischen Republik. Die Gracchi waren ein Zweig der Sempronier. Die bekanntesten Namensträger sind die Brüder Tiberius und Gaius Sempronius Gracchus, die als Urheber der Gracchischen Reformen auch als „die Gracchen“ bezeichnet werden. Sie stehen am Beginn der Römischen Bürgerkriege (133–30 v. Chr.).
Die bekanntesten Mitglieder der Familie sind:
- Tiberius Sempronius Gracchus, Konsul im Jahr 238 v. Chr. und Heerführer;
- sein Sohn Tiberius Sempronius Gracchus, römischer Konsul 215 v. Chr.
- Publius Sempronius Gracchus, Volkstribun im Jahr 189 v. Chr.
- Tiberius Sempronius Gracchus, genannt der Ältere, Konsul in den Jahren 177 v. Chr. und 163 v. Chr., † 154 v. Chr., verheiratet mit Cornelia, Tochter des Scipio Africanus; sowie deren Söhne:
- der jüngere Tiberius Sempronius Gracchus, Volkstribun im Jahr 133 v. Chr.; versuchte verfassungswidrig 132 v. Chr. wieder Volkstribun zu werden;
- dessen Bruder Gaius Sempronius Gracchus, Volkstribun in den Jahren 123 v. Chr. und 122 v. Chr.
- Tiberius Sempronius Gracchus (Augur) († 174 v. Chr.), römischer Augur

Die Gracchi waren verschwägert mit den Scipionen, den Corneliern, den Claudiern und den Paulli.